# Amo, Indiana
Amo är en ort i Hendricks County i den amerikanska delstaten Indiana med en yta av 1,6 km² och en folkmängd som uppgår till 401 invånare (2010). Amo grundades år 1850. Ortens ursprungliga namn var Morristown.

## Kända personer från Amo
- Chase A. Clark, politiker, guvernör i Idaho 1941–1943